# Balsa de Ves
Balsa de Ves es un municipio español situado al sureste de la península ibérica, en la provincia de Albacete, dentro de la comunidad autónoma de Castilla-La Mancha. Pertenece al partido judicial de Casas-Ibáñez.

## Historia
La comarca de La Manchuela siempre se ha encontrado históricamente aislada de las principales rutas comerciales, y al tener terrenos generalmente pobres y una pluviometría escasa tampoco ha desarrollado una actividad agrícola importante.
La conquista cristiana de esta comarca se produce en una fecha indeterminada a principios del siglo XIII tras la batalla de Las Navas de Tolosa, dividiéndose inicialmente en tres grandes concejos -Jorquera, Alcalá del Júcar y Villa de Ves- al ser los tres únicos recintos amurallados defendibles por las tropas cristianas. Balsa de Ves se encuadraba dentro del alfoz de Villa de Ves, que recibió el fuero de Cuenca de manos de Alfonso X el Sabio el 22 de febrero de 1272.
El antiguo castillo de Villa de Ves está ubicado en un paraje agreste sobre los cañones del Júcar, muy poco indicado para la actividad agrícola aunque con notables ventajas defensivas. Pero alejado el peligro de la frontera este emplazamiento resulta inconveniente, por lo que se desarrollan numerosas aldeas en el altiplano -una de las cuales sería Balsa de Ves-, que multiplican la población de la antigua villa, y generándose tensiones respecto a la ubicación del poder político, que se trasladaría a Casas de Ves en 1745.
Estas tensiones acabarían con la división del término durante la primera mitad del siglo XIX: Villa de Ves se separa definitivamente en 1838, mientras que Balsa de Ves adquiere su independencia en 1844.

## Geografía
Se encuentra a 77 km de la capital provincial.
Se trata del último municipio de la provincia de Albacete antes de entrar en la Comunidad Valenciana, y su término municipal está entre los ríos Júcar y Cabriel.

## Geografía humana

### Demografía
Cuenta con una población de 124 habitantes (INE 2024).
| Gráfica de evolución demográfica de Balsa de Ves entre 1842 y 2021 |
| |
| Población de derecho según los censos de población del INE Población de hecho según los censos de población del INEEn estos censos se denominaba Balsa: 1842, 1857 y 1860 |

Incluye las pedanías de Cantoblanco, La Pared y El Viso, así como una aldea ya deshabitada junto al río Cabriel llamada La Golfilla, cuya rehabilitación se ha proyectado recientemente.

### Comunicaciones
Se llega desde la ciudad de Albacete por la A-32 / N-322 (desde Casas-Ibáñez, que se encuentra a unos 14 km).
Por la CM-3207, Casas de Ves se encuentra a 13 km.

## Patrimonio
Son típicas sus construcciones en piedra seca como refugios de labradores conocidas como chozos o barracas, hechas a modo de cueva tan solo con piedras recogidas del campo.
Se encuentran en sus cercanías varias fuentes que surtían de agua a este pueblo en otras épocas, la fuente Casa o fuente Larga, la Fuentecilla, la fuente de la Morchonar, la fuente del Curavie o la fuente del Tollo, todas ellas conectadas con el pueblo por una red de sendas.

## Fiestas
Sus fiestas patronales se celebran el 17 de enero en honor a San Antón y el 3 de mayo en honor a la Santa Cruz. 
El patrón del municipio es San Pedro.